# Concavenator corcovatus
Concavenator corcovatus (lat. "cazador de Cuenca jorobado") es la única especie conocida del género extinto Concavenator de dinosaurio terópodo carcarodontosáurido que vivió a principios del período Cretácico, hace aproximadamente entre 130 y 125 millones de años, durante el Barremiense, en lo que es hoy Cuenca, España.

## Descripción

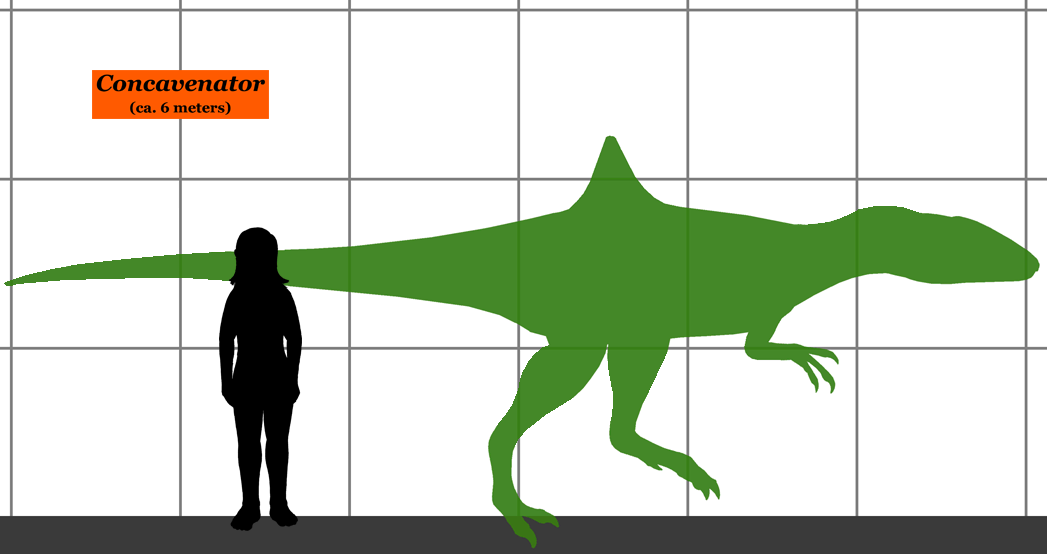
Comparación de tamaños entre Concavenator y un humano.

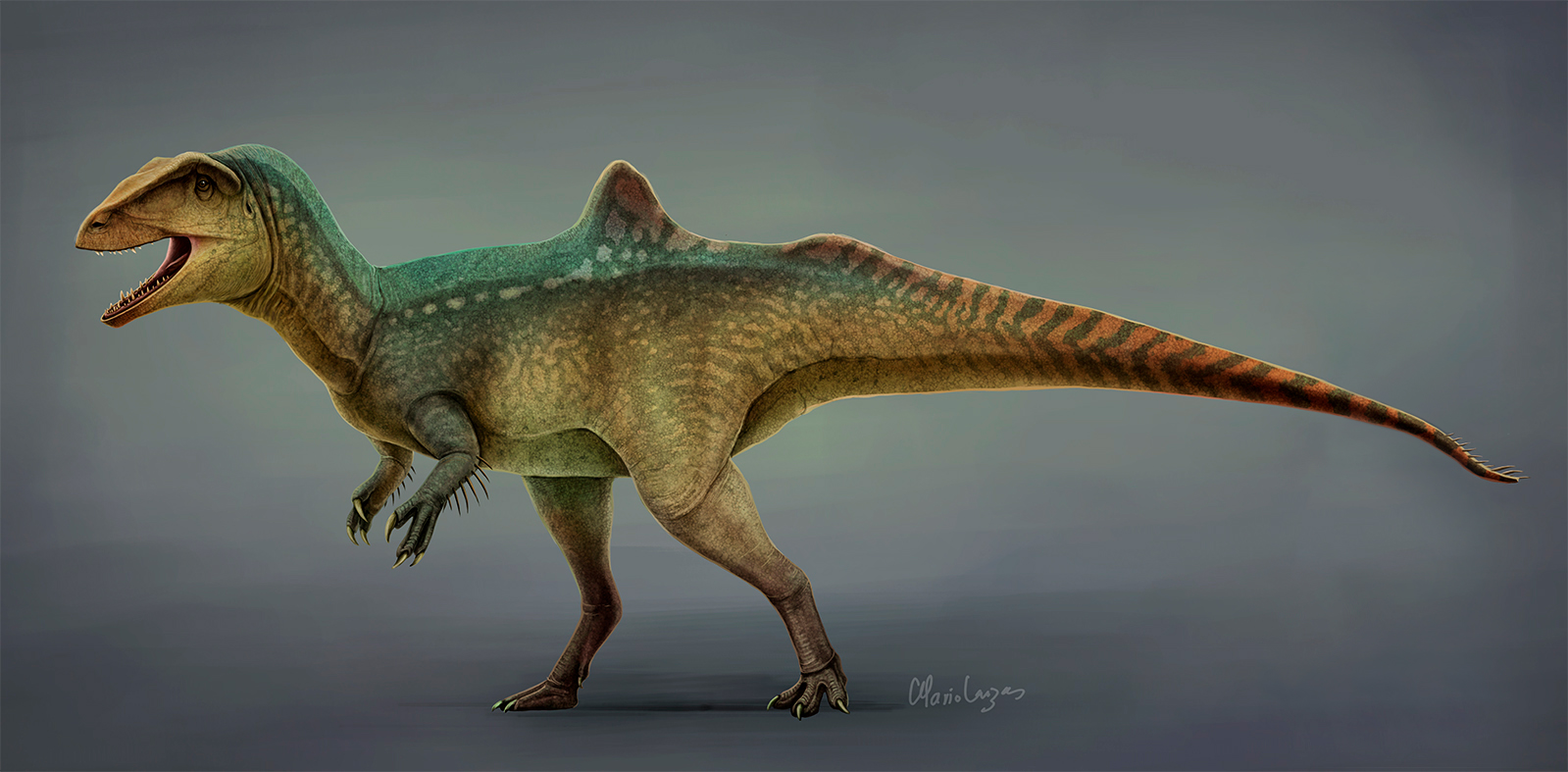
Recreación de Concavenator corcovatus

Concavenator era un dinosaurio carcarodontosáurido primitivo de tamaño medio, aproximadamente 6 metros de largo, que posee varias características únicas. Dos vértebras extremadamente altas delante de las caderas formaban una cresta alta pero estrecha y puntiaguda, posiblemente soportando una joroba en la espalda del dinosaurio. La función de tal cresta es actualmente desconocida. El paleontólogo Roger Benson de la Universidad de Cambridge especuló que una posibilidad es que "sea análoga a la cresta en la cabeza utilizada en pantallas visuales", pero los científicos españoles que la descubrieron notaron que también podría ser un regulador térmico.

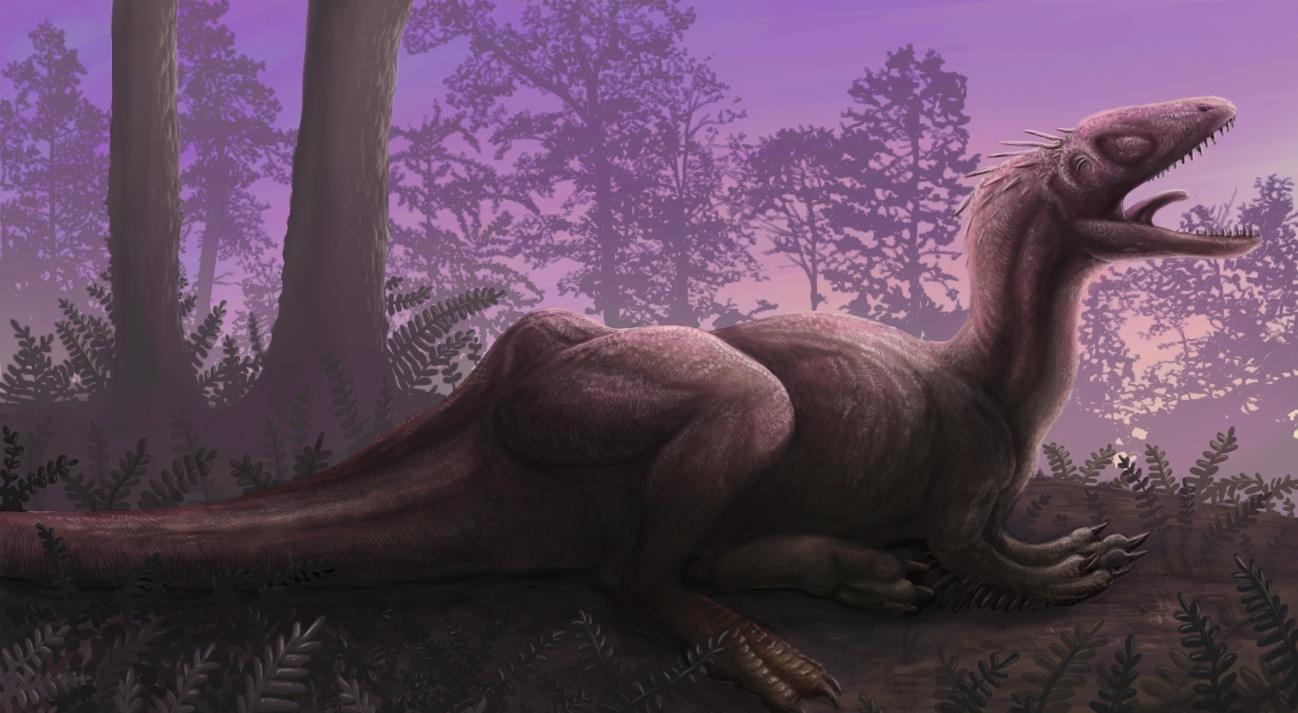
Ilustración de Concavenator utilizando su joroba como dispositivo termorregulador hipotético

El esqueleto presenta una serie de pequeñas protuberancias en las ulnas, además de una pequeña cresta sobre la pelvis. Los descubridores del dinosaurio creen que estos bultos son homólogos a las protuberancias presentes en las ulnas de algunos pájaros modernos. Estas protuberancias sirven de zona de anclaje de las raíces de las plumas de vuelo o remeras en el brazo por medio de los ligamentos foliculares. Así, los autores proponen que este terópodo, al igual que las aves modernas, presentaba estructuras foliculares de queratina integumentarias insertadas en el cúbito, homólogas a las plumas. Si esta hipótesis es cierta, la presencia de estructuras homólogas a las plumas en dinosaurios debería ampliarse hasta incluir los neotetanuros.

### Plumas y escamas
Concavenator presentaba estructuras semejantes a nódulos en su antebrazo, una característica conocida sólo en las aves y otros terópodos con plumas, como Velociraptor. Estas protuberancias son creadas por los ligamentos que unen a los folículos de plumas, y dado que las escamas no se forman estos folículos, los autores descartaron la posibilidad de que puedan indicar la presencia de escamas de visualización a lo largo del brazo. En cambio, es probable que indiquen el anclaje de estructuras simple huecas, similares a plumas. Estas estructuras son conocidas tanto en celurosaurios como Dilong y en algunos ornitisquios como Tianyulong y Psittacosaurus. Si las púas de ornitisquios son homólogas con las plumas de aves, su presencia en un alosauroide como Concavenator no sería nada raro. Sin embargo, si las púas de ornitisquios no están relacionados con las plumas, la presencia de estas estructuras en Concavenator demostraría que las plumas comenzaron a aparecer con anterioridad a las formas más primitivas que los celurosaurios. Las plumas o estructuras relacionadas a continuación, sería probable que se presente en los primeros miembros del clado Neotetanurae, que vivió en el Jurásico Medio. No se encontraron impresiones de ningún tipo de tegumento cerca del brazo, aunque se conservaron impresiones a gran escala en otras partes del cuerpo, incluidas escamas anchas y rectangulares en la parte inferior de la cola, escamas parecidos a las de los pájaros en los pies y almohadillas plantares en la parte inferior de los pies.
Hay cierto escepticismo entre los expertos acerca de la validez de la interpretación de que las protuberancias del cúbito representan anclaje de plumas, aunque un análisis más detallado aún no ha sido publicado. Darren Naish en Tetrapod Zoology especula que los nódulos están muy alejados entre sí y espaciados demasiado irregularmente como para ser el anclaje de plumas. Además, señaló que muchos animales tienen estructuras similares a lo largo de las líneas intermuscular que actúan como puntos de inserción de tendones, entre otras cosas. Esta interpretación fue apoyada por Christian Foth y otros en 2014.

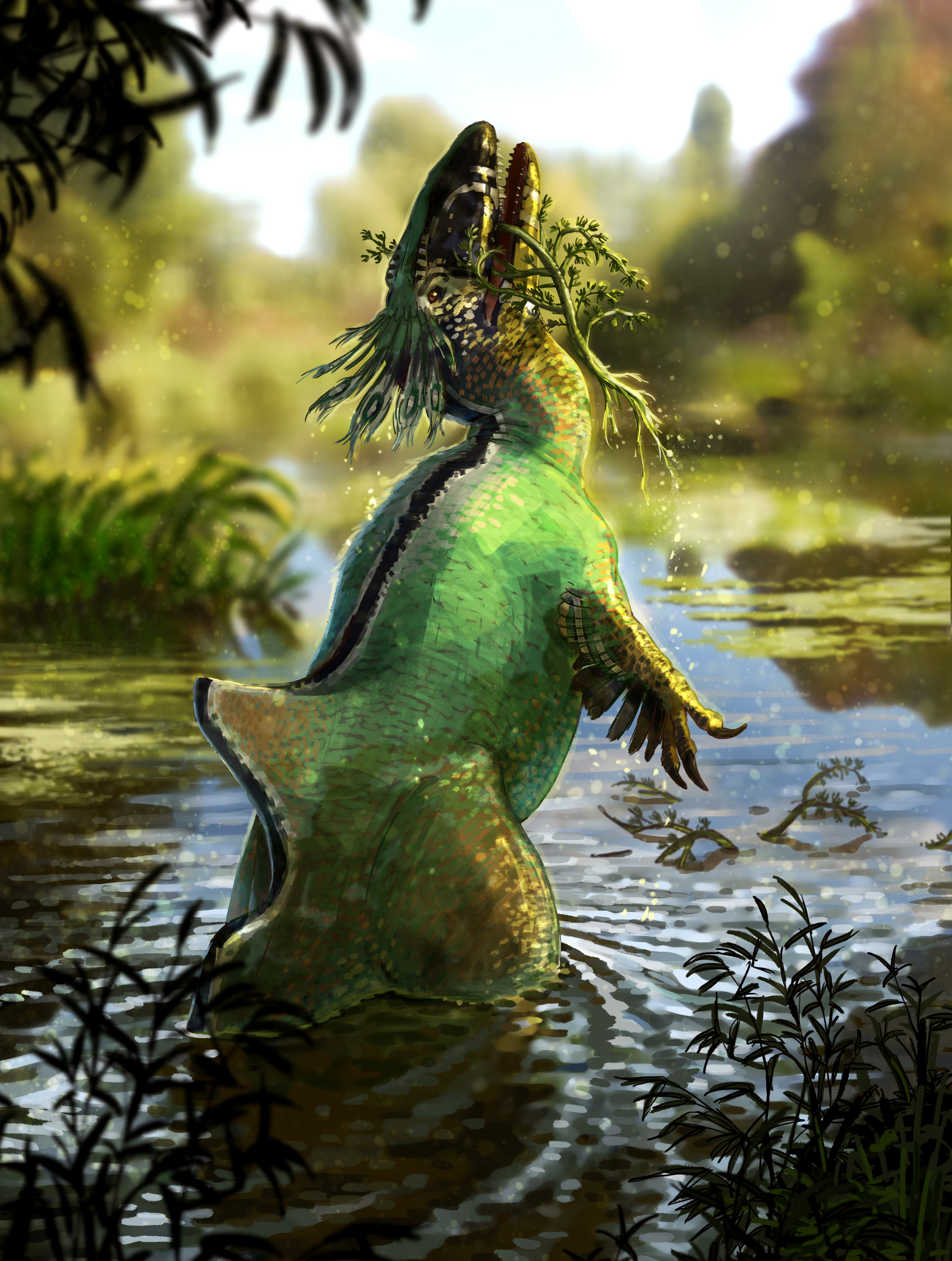
Restauración que muestra tegumento hipotético.

La hipótesis de que los bultos a lo largo del cúbito representaban puntos de inserción muscular o crestas se examinó posteriormente y los resultados se presentaron, en la reunión de 2015 de la Society of Vertebrate Paleontology. Elena Cuesta, junto con Ortega y Sanz, dos de los investigadores que inicialmente describieron a Concavenator, intentaron reconstruir la musculatura de su antebrazo para determinar si las protuberancias cubitales se explicarían como una cresta intermuscular. Identificaron el punto de inserción para los principales músculos del brazo y determinaron que la hilera de bultos no podría haber sido localizada entre ninguno de ellos. Descubrieron que la única posibilidad era que los bultos pudieran ser una cicatriz de inserción para músculo anconeo, cosa poco probable, porque este músculo normalmente se adhiere a una superficie lisa sin marcas o protuberancias en el hueso subyacente y argumentó que la explicación más probable para los bultos era su interpretación inicial como inserción de pluma de ave. Los autores admitieron que era inusual que las inserciones de las plumas se formaran a lo largo de la superficie posterolateral del hueso, pero también observaron que la misma disposición se encuentra en algunas aves modernas, como las aves de la polla de agua (Gallinula chloropus).
Algunos paleontólogos han expresado no estar convencidos por las conclusiones de Cuesta, Ortega y Sanz. Mickey Mortimer señaló que las protuberancias cubitales parecen estar realmente en la superficie anterolateral del hueso, en lugar de la posterolateral como Cuesta et al. afirmó, y que los cocodrílidos son una mejor referencia que las aves para la reconstrucción de los músculos de Concavenator y otros terópodos no maniraptoranos. Mortimer sostuvo que los bultos cubitales son muy probablemente parte de una línea intermuscular. Andrea Cau comparó el antebrazo de Concavenator con los antebrazos articulados de Allosaurus y Acrocanthosaurus y mostró que el antebrazo del espécimen está dislocado y los bultos cubitales están en la superficie anterior del cúbito y no en la superficie posterolateral. Señaló que esto significa que debido a no estar en la misma parte del cúbito, las protuberancias cubitales no son homólogas a las incerciones de las plumas de los paravianos, como se afirma en la descripción original de 2010 de Concavenator y en los resultados de 2015 de Cuesta et al. Cau argumentó que también hay otras cosas que contradicen la hipótesis de que las protuberancias cubitales son incerciones de quilla, los bultos cubitales de Concavenator están conectadas por una cresta en el huesoy espaciados irregularmente, mientras que las incerciones de quilla paravianas están separadas una de la otra y uniformemente espaciadas. Cau agregó que la filogenia también hace que sea poco probable que un alosauroide como Concavenator tenga incercionesde pluma. Concluyó que su interpretación era que los bultos cubitales formaban parte de la cresta en el lado anterior del cúbito, quizás para la inserción de la musculatura que conectaba el cúbito y el radio, señalando que Balaur tiene una cresta en el lado anterior de su cúbito que es homóloga con la de Concavenator y no tiene relación con las Plumas remeras.

## Descubrimiento e investigación
Los restos fósiles están muy bien conservados, fueron descubiertos en 2003 en el yacimiento paleontológico de Las Hoyas, provincia de Cuenca, España, por los paleontólogos José Luis Sanz, Francisco Ortega y Fernando Escaso de la Universidad Autónoma de Madrid y de la Universidad Nacional de Educación a Distancia. La descripción de este género y especie fue publicada en 2010 en la revista Nature.
El ejemplar de dinosaurio encontrado en Las Hoyas es también el esqueleto articulado de dinosaurio más completo que se ha encontrado hasta la fecha en la península ibérica.

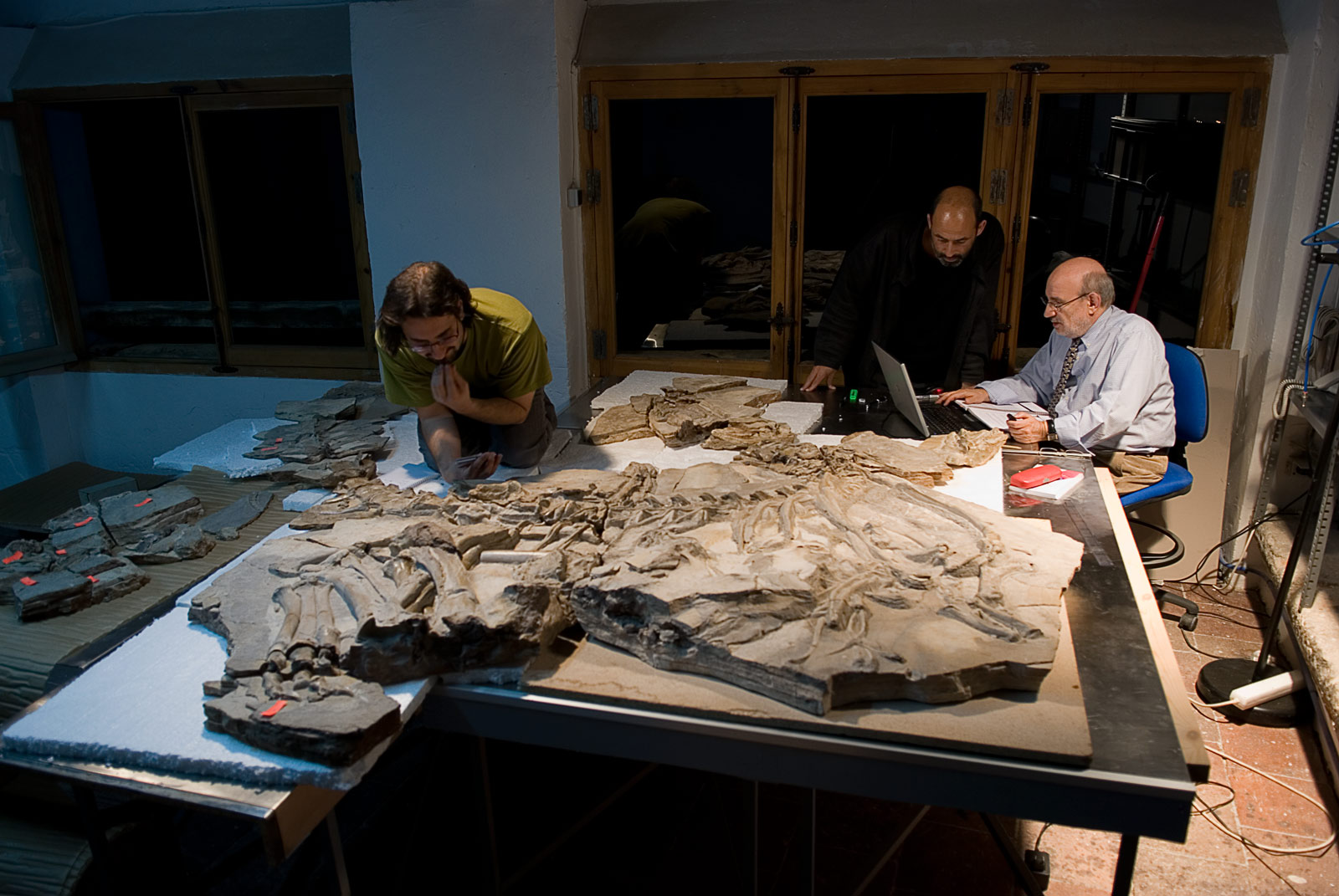
F. Escaso, F. Ortega, y J. L. Sanz estudiando el ejemplar de Concavenator.
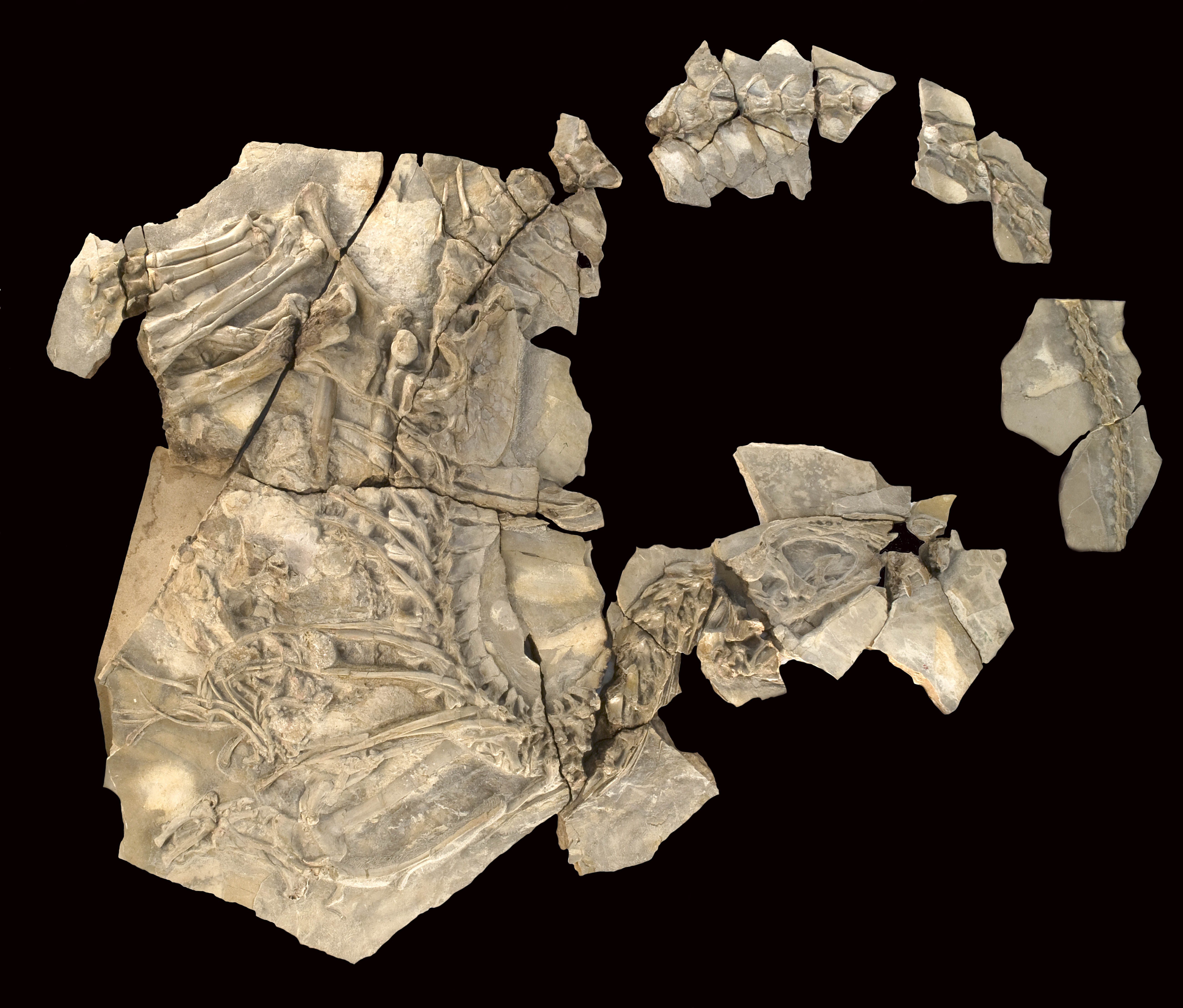
Holotipo de Concavenator corcovatus.
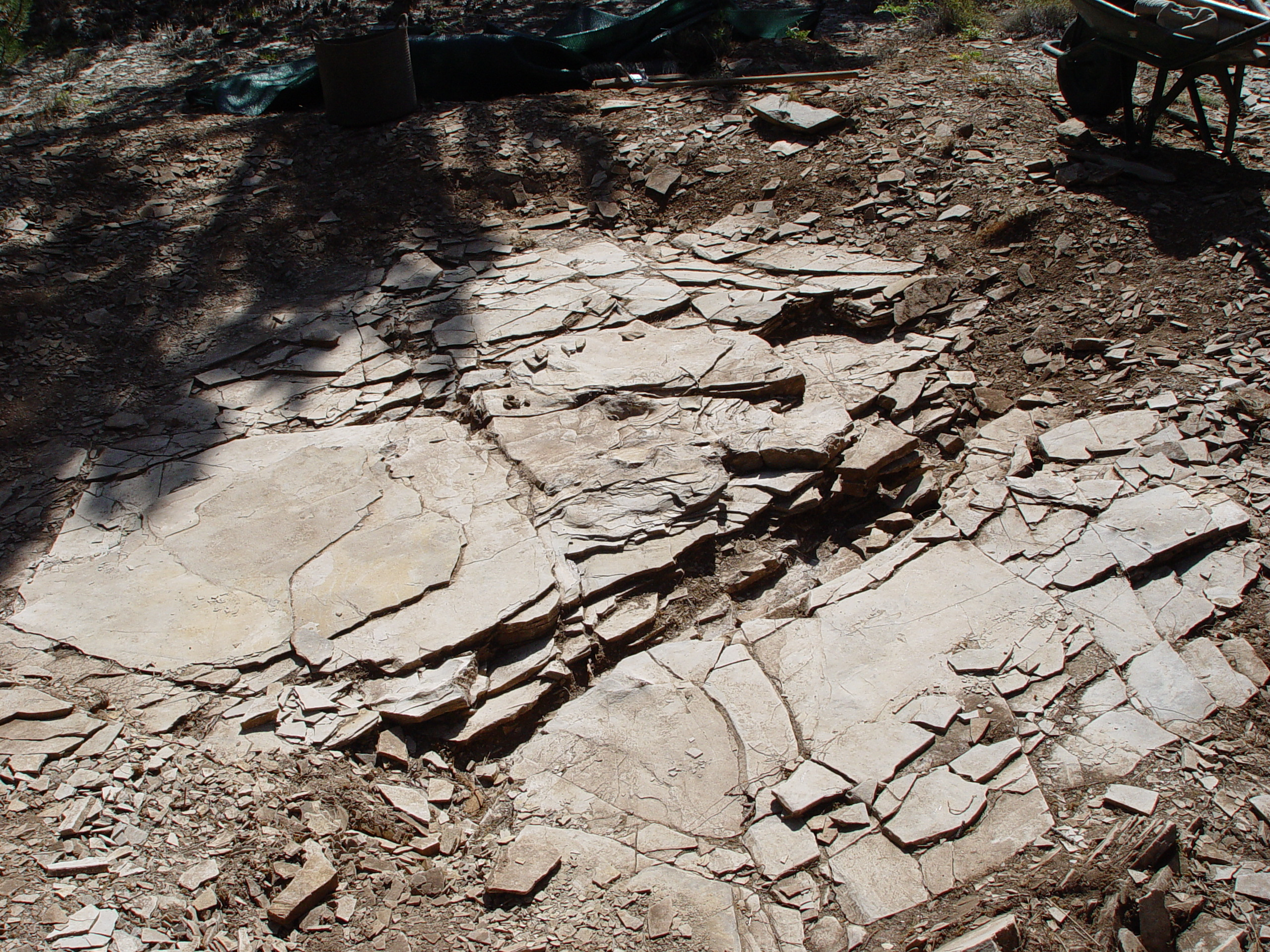
Sitio de la excavación antes de la extracción.

## Clasificación
Concavenator ha sido clasificado como uno de los miembros más primitivos de la familia Carcharodontosauridae, este género es una de las pruebas que esta familia de dinosaurios depredadores, tras haber surgido en África a finales del periodo Jurásico, se extendieron hasta abarcar diversas localizaciones del globo. Concavenator, más derivado que su antecesor africano Veterupristisaurus comprueba que ya a inicios del periodo Cretácico los carcarodontosáuridos se estaban expandiendo a otros continentes, en este caso a territorios de la actual Europa, y que posteriormente llegarían a Asia y Norteamérica, con la aparición de géneros como Acrocanthosaurus y Eocarcharia. Para así asentarse en América del Sur géneros como Tyrannotitan, aproximadamente en mismo periodo de tiempo que otros géneros en Norteamérica y Asia. Posterior a ello en África y Suramérica aparecerían gigantescos taxones como Giganotosaurus y Carcharodontosaurus, que aparte de ser los más derivados, eran de mucho mayor tamaño que sus primitivos primos de inicios del Cretácico.
El siguiente cladograma sigue la clasificación de Novas et al., 2013, mostrando su posición dentro de Carcharodontosauridae.
|  | Tyrannotitan                                                  |
|  |                                                               |
|  | \| \| Mapusaurus \| \| \| \| \| \| Giganotosaurus \| \| \| \| |
|  |                                                               |
|  | Mapusaurus                                                    |
|  |                                                               |
|  | Giganotosaurus                                                |
|  |                                                               |

|  | Mapusaurus     |
|  |                |
|  | Giganotosaurus |
|  |                |

|  | Tyrannotitan                                                  |
|  |                                                               |
|  | \| \| Mapusaurus \| \| \| \| \| \| Giganotosaurus \| \| \| \| |
|  |                                                               |
|  | Mapusaurus                                                    |
|  |                                                               |
|  | Giganotosaurus                                                |
|  |                                                               |

|  | Mapusaurus     |
|  |                |
|  | Giganotosaurus |
|  |                |

|  | Tyrannotitan                                                  |
|  |                                                               |
|  | \| \| Mapusaurus \| \| \| \| \| \| Giganotosaurus \| \| \| \| |
|  |                                                               |
|  | Mapusaurus                                                    |
|  |                                                               |
|  | Giganotosaurus                                                |
|  |                                                               |

|  | Mapusaurus     |
|  |                |
|  | Giganotosaurus |
|  |                |

|  | Tyrannotitan                                                  |
|  |                                                               |
|  | \| \| Mapusaurus \| \| \| \| \| \| Giganotosaurus \| \| \| \| |
|  |                                                               |
|  | Mapusaurus                                                    |
|  |                                                               |
|  | Giganotosaurus                                                |
|  |                                                               |

|  | Mapusaurus     |
|  |                |
|  | Giganotosaurus |
|  |                |

|  | Tyrannotitan                                                  |
|  |                                                               |
|  | \| \| Mapusaurus \| \| \| \| \| \| Giganotosaurus \| \| \| \| |
|  |                                                               |
|  | Mapusaurus                                                    |
|  |                                                               |
|  | Giganotosaurus                                                |
|  |                                                               |

|  | Mapusaurus     |
|  |                |
|  | Giganotosaurus |
|  |                |

|  | Tyrannotitan                                                  |
|  |                                                               |
|  | \| \| Mapusaurus \| \| \| \| \| \| Giganotosaurus \| \| \| \| |
|  |                                                               |
|  | Mapusaurus                                                    |
|  |                                                               |
|  | Giganotosaurus                                                |
|  |                                                               |

|  | Mapusaurus     |
|  |                |
|  | Giganotosaurus |
|  |                |

|  | Tyrannotitan                                                  |
|  |                                                               |
|  | \| \| Mapusaurus \| \| \| \| \| \| Giganotosaurus \| \| \| \| |
|  |                                                               |
|  | Mapusaurus                                                    |
|  |                                                               |
|  | Giganotosaurus                                                |
|  |                                                               |

|  | Mapusaurus     |
|  |                |
|  | Giganotosaurus |
|  |                |

|  | Tyrannotitan                                                  |
|  |                                                               |
|  | \| \| Mapusaurus \| \| \| \| \| \| Giganotosaurus \| \| \| \| |
|  |                                                               |
|  | Mapusaurus                                                    |
|  |                                                               |
|  | Giganotosaurus                                                |
|  |                                                               |

|  | Mapusaurus     |
|  |                |
|  | Giganotosaurus |
|  |                |

|  | Tyrannotitan                                                  |
|  |                                                               |
|  | \| \| Mapusaurus \| \| \| \| \| \| Giganotosaurus \| \| \| \| |
|  |                                                               |
|  | Mapusaurus                                                    |
|  |                                                               |
|  | Giganotosaurus                                                |
|  |                                                               |

|  | Mapusaurus     |
|  |                |
|  | Giganotosaurus |
|  |                |

|  | Tyrannotitan                                                  |
|  |                                                               |
|  | \| \| Mapusaurus \| \| \| \| \| \| Giganotosaurus \| \| \| \| |
|  |                                                               |
|  | Mapusaurus                                                    |
|  |                                                               |
|  | Giganotosaurus                                                |
|  |                                                               |

|  | Mapusaurus     |
|  |                |
|  | Giganotosaurus |
|  |                |

|  | Tyrannotitan                                                  |
|  |                                                               |
|  | \| \| Mapusaurus \| \| \| \| \| \| Giganotosaurus \| \| \| \| |
|  |                                                               |
|  | Mapusaurus                                                    |
|  |                                                               |
|  | Giganotosaurus                                                |
|  |                                                               |

|  | Mapusaurus     |
|  |                |
|  | Giganotosaurus |
|  |                |

|  | Tyrannotitan                                                  |
|  |                                                               |
|  | \| \| Mapusaurus \| \| \| \| \| \| Giganotosaurus \| \| \| \| |
|  |                                                               |
|  | Mapusaurus                                                    |
|  |                                                               |
|  | Giganotosaurus                                                |
|  |                                                               |

|  | Mapusaurus     |
|  |                |
|  | Giganotosaurus |
|  |                |

|  | Tyrannotitan                                                  |
|  |                                                               |
|  | \| \| Mapusaurus \| \| \| \| \| \| Giganotosaurus \| \| \| \| |
|  |                                                               |
|  | Mapusaurus                                                    |
|  |                                                               |
|  | Giganotosaurus                                                |
|  |                                                               |

|  | Mapusaurus     |
|  |                |
|  | Giganotosaurus |
|  |                |

|  | Tyrannotitan                                                  |
|  |                                                               |
|  | \| \| Mapusaurus \| \| \| \| \| \| Giganotosaurus \| \| \| \| |
|  |                                                               |
|  | Mapusaurus                                                    |
|  |                                                               |
|  | Giganotosaurus                                                |
|  |                                                               |

|  | Mapusaurus     |
|  |                |
|  | Giganotosaurus |
|  |                |

|  | Tyrannotitan                                                  |
|  |                                                               |
|  | \| \| Mapusaurus \| \| \| \| \| \| Giganotosaurus \| \| \| \| |
|  |                                                               |
|  | Mapusaurus                                                    |
|  |                                                               |
|  | Giganotosaurus                                                |
|  |                                                               |

|  | Mapusaurus     |
|  |                |
|  | Giganotosaurus |
|  |                |

|  | Tyrannotitan                                                  |
|  |                                                               |
|  | \| \| Mapusaurus \| \| \| \| \| \| Giganotosaurus \| \| \| \| |
|  |                                                               |
|  | Mapusaurus                                                    |
|  |                                                               |
|  | Giganotosaurus                                                |
|  |                                                               |

|  | Mapusaurus     |
|  |                |
|  | Giganotosaurus |
|  |                |

|  | Tyrannotitan                                                  |
|  |                                                               |
|  | \| \| Mapusaurus \| \| \| \| \| \| Giganotosaurus \| \| \| \| |
|  |                                                               |
|  | Mapusaurus                                                    |
|  |                                                               |
|  | Giganotosaurus                                                |
|  |                                                               |

|  | Mapusaurus     |
|  |                |
|  | Giganotosaurus |
|  |                |

|  | Tyrannotitan                                                  |
|  |                                                               |
|  | \| \| Mapusaurus \| \| \| \| \| \| Giganotosaurus \| \| \| \| |
|  |                                                               |
|  | Mapusaurus                                                    |
|  |                                                               |
|  | Giganotosaurus                                                |
|  |                                                               |

|  | Mapusaurus     |
|  |                |
|  | Giganotosaurus |
|  |                |

|  | Tyrannotitan                                                  |
|  |                                                               |
|  | \| \| Mapusaurus \| \| \| \| \| \| Giganotosaurus \| \| \| \| |
|  |                                                               |
|  | Mapusaurus                                                    |
|  |                                                               |
|  | Giganotosaurus                                                |
|  |                                                               |

|  | Mapusaurus     |
|  |                |
|  | Giganotosaurus |
|  |                |

|  | Tyrannotitan                                                  |
|  |                                                               |
|  | \| \| Mapusaurus \| \| \| \| \| \| Giganotosaurus \| \| \| \| |
|  |                                                               |
|  | Mapusaurus                                                    |
|  |                                                               |
|  | Giganotosaurus                                                |
|  |                                                               |

|  | Mapusaurus     |
|  |                |
|  | Giganotosaurus |
|  |                |

|  | Tyrannotitan                                                  |
|  |                                                               |
|  | \| \| Mapusaurus \| \| \| \| \| \| Giganotosaurus \| \| \| \| |
|  |                                                               |
|  | Mapusaurus                                                    |
|  |                                                               |
|  | Giganotosaurus                                                |
|  |                                                               |

|  | Mapusaurus     |
|  |                |
|  | Giganotosaurus |
|  |                |

|  | Tyrannotitan                                                  |
|  |                                                               |
|  | \| \| Mapusaurus \| \| \| \| \| \| Giganotosaurus \| \| \| \| |
|  |                                                               |
|  | Mapusaurus                                                    |
|  |                                                               |
|  | Giganotosaurus                                                |
|  |                                                               |

|  | Mapusaurus     |
|  |                |
|  | Giganotosaurus |
|  |                |

|  | Tyrannotitan                                                  |
|  |                                                               |
|  | \| \| Mapusaurus \| \| \| \| \| \| Giganotosaurus \| \| \| \| |
|  |                                                               |
|  | Mapusaurus                                                    |
|  |                                                               |
|  | Giganotosaurus                                                |
|  |                                                               |

|  | Mapusaurus     |
|  |                |
|  | Giganotosaurus |
|  |                |

|  | Tyrannotitan                                                  |
|  |                                                               |
|  | \| \| Mapusaurus \| \| \| \| \| \| Giganotosaurus \| \| \| \| |
|  |                                                               |
|  | Mapusaurus                                                    |
|  |                                                               |
|  | Giganotosaurus                                                |
|  |                                                               |

|  | Mapusaurus     |
|  |                |
|  | Giganotosaurus |
|  |                |

|  | Tyrannotitan                                                  |
|  |                                                               |
|  | \| \| Mapusaurus \| \| \| \| \| \| Giganotosaurus \| \| \| \| |
|  |                                                               |
|  | Mapusaurus                                                    |
|  |                                                               |
|  | Giganotosaurus                                                |
|  |                                                               |

|  | Mapusaurus     |
|  |                |
|  | Giganotosaurus |
|  |                |

|  | Tyrannotitan                                                  |
|  |                                                               |
|  | \| \| Mapusaurus \| \| \| \| \| \| Giganotosaurus \| \| \| \| |
|  |                                                               |
|  | Mapusaurus                                                    |
|  |                                                               |
|  | Giganotosaurus                                                |
|  |                                                               |

|  | Mapusaurus     |
|  |                |
|  | Giganotosaurus |
|  |                |

|  | Tyrannotitan                                                  |
|  |                                                               |
|  | \| \| Mapusaurus \| \| \| \| \| \| Giganotosaurus \| \| \| \| |
|  |                                                               |
|  | Mapusaurus                                                    |
|  |                                                               |
|  | Giganotosaurus                                                |
|  |                                                               |

|  | Mapusaurus     |
|  |                |
|  | Giganotosaurus |
|  |                |

|  | Tyrannotitan                                                  |
|  |                                                               |
|  | \| \| Mapusaurus \| \| \| \| \| \| Giganotosaurus \| \| \| \| |
|  |                                                               |
|  | Mapusaurus                                                    |
|  |                                                               |
|  | Giganotosaurus                                                |
|  |                                                               |

|  | Mapusaurus     |
|  |                |
|  | Giganotosaurus |
|  |                |

|  | Tyrannotitan                                                  |
|  |                                                               |
|  | \| \| Mapusaurus \| \| \| \| \| \| Giganotosaurus \| \| \| \| |
|  |                                                               |
|  | Mapusaurus                                                    |
|  |                                                               |
|  | Giganotosaurus                                                |
|  |                                                               |

|  | Mapusaurus     |
|  |                |
|  | Giganotosaurus |
|  |                |

|  | Tyrannotitan                                                  |
|  |                                                               |
|  | \| \| Mapusaurus \| \| \| \| \| \| Giganotosaurus \| \| \| \| |
|  |                                                               |
|  | Mapusaurus                                                    |
|  |                                                               |
|  | Giganotosaurus                                                |
|  |                                                               |

|  | Mapusaurus     |
|  |                |
|  | Giganotosaurus |
|  |                |

|  | Tyrannotitan                                                  |
|  |                                                               |
|  | \| \| Mapusaurus \| \| \| \| \| \| Giganotosaurus \| \| \| \| |
|  |                                                               |
|  | Mapusaurus                                                    |
|  |                                                               |
|  | Giganotosaurus                                                |
|  |                                                               |

|  | Mapusaurus     |
|  |                |
|  | Giganotosaurus |
|  |                |

|  | Tyrannotitan                                                  |
|  |                                                               |
|  | \| \| Mapusaurus \| \| \| \| \| \| Giganotosaurus \| \| \| \| |
|  |                                                               |
|  | Mapusaurus                                                    |
|  |                                                               |
|  | Giganotosaurus                                                |
|  |                                                               |

|  | Mapusaurus     |
|  |                |
|  | Giganotosaurus |
|  |                |

Nota: El análisis de Novas et al., 2013, incluyó a Neovenator como un miembro basal de Carcharodontosauridae. Pero aquí se omite a este género debido a que actualmente se considera como miembro de la familia Neovenatoridae.

## Paleoecología

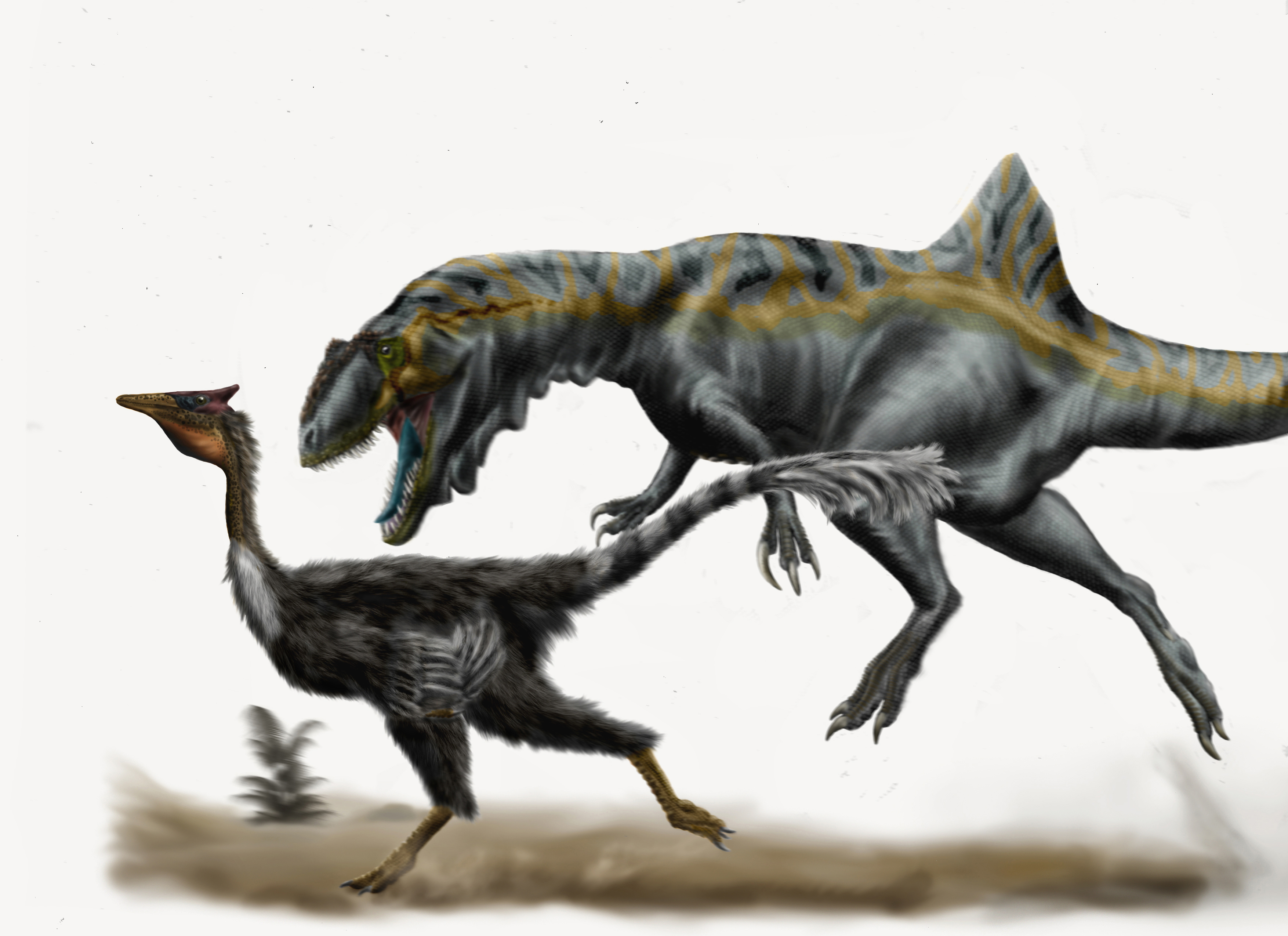
Concavenator persiguiendo a un Pelecanimimus

Los restos de Concavenator se encontraron en el yacimiento de Las Hoyas, datado del periodo Barremiense. La evidencia fósil sugiere que Concavenator habitó en una zona de humedales conformado por una serie de lagos, charcas y suelos anegados habitados por diferentes plantas acuáticas, helechos, coníferas, e incluso algunas de las primeras angiospermas, con un clima tropical o subtropical marcado por períodos de estación seca. Entre la fauna contemporánea destaca la gran presencia de peces, con familias diversas de formas primitivas y con una gran variedad de teleósteos modernos, numerosos grupos de crustáceos y otros invertebrados tales como dípteros y anélidos, anfibios de diversa clase, tortugas de caparazón blando, y crocodilomorfos de pequeño y mediano tamaño, los cuales representan el grupo de tetrápodos más comunes, representado tanto por especies semiacuáticas como terrestres.
Por otra parte, entre la fauna terrestre encontramos mamíferos primitivos como Spinolestes, pequeños lagartos, pterosaurios representados por Ornithocheiridae, Istiodactylidae y Europejara, aves enantiornites como Iberomesornis o Concornis, mientras que la presencia de dinosaurios es escasa, siendo solo conocido la presencia del ornitomímido primitivo Pelecanimimus y restos fragmentarios del ornitópodo Mantellisaurus, además de algunos fragmentos de saurópodos.